# Alonso Edward
Pour les articles homonymes, voir Edward.
Alonso Reno Edward Henry (né le 8 décembre 1989 à Pedro Miguel, près de Panama) est un athlète panaméen, spécialiste du sprint.

## Biographie

### Débuts
La mère d'Alonso Edward est d'origine jamaïcaine. Sa famille habite près de l'écluse Pedro Miguel, sur le canal de Panama, assez proche de Panama.

Alonso Edward se révèle durant la saison 2007 en remportant la finale du 100 mètres des Championnats d'Amérique du Sud, établissant en 10 s 28 un nouveau record continental junior. Aligné quelques semaines plus tard aux Championnats panaméricains junior, le panaméen est éliminé dès les séries. Il dispute dès l'année suivante sa première compétition internationale majeure, les Championnats du monde junior de Bydgoszcz. Il y prend la sixième place du 100 m en 10 s 91.

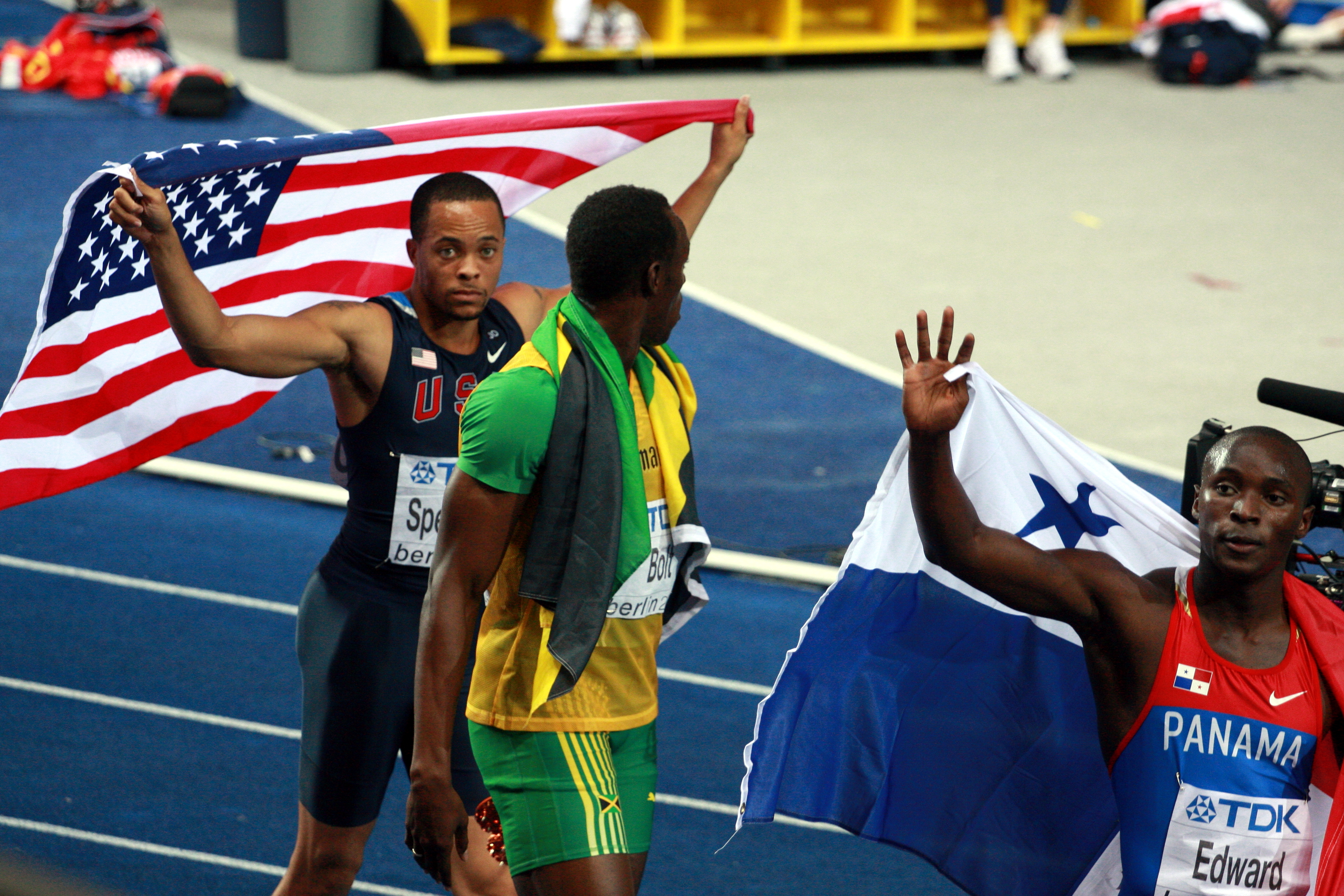
Alonso Edward (droite) en compagnie de Wallace Spearmon et Usain Bolt lors du tour d'honneur aux mondiaux de Berlin, en 2009.

S'entrainant depuis 2009 aux États-Unis, au sein du Barton County Community College de Great Bend, Edward parvient à descendre pour la première fois sous la barrière des 10 secondes au 100 m, signant au mois de mai le temps de 9 s 97 lors du meeting des Texas Invitational. Cette performance n'est cependant pas homologuée en raison d'une trop forte aide du vent (+2,3 m/s). Quelques jours plus tard, lors du meeting d'Hutchinson, il améliore successivement les deux records nationaux en sprint court, réalisant 10 s 09 sur 100 m et 20 s 34 sur 200 m. Aux Championnats d'Amérique du Sud disputés fin juillet à Lima, le Panaméen remporte deux médailles d'or. Peu avant les mondiaux de Berlin, il améliore le record national du 200 m, courant 20 s 00 lors du meeting de Réthymnon.
Le 20 août 2009, Alonso Edward remporte la médaille d'argent du 200 mètres des Championnats du monde de Berlin dans le temps de 19 s 81, signant un nouveau record d'Amérique du Sud. Il est devancé par le Jamaïcain Usain Bolt, auteur d'un nouveau record du monde de la discipline en 19 s 19. À 19 ans, le Panaméen devient le plus jeune médaillé aux championnats du monde sur 200 m. Il est à ce jour le seul junior à remporter une médaille mondiale senior sur 200 m.
En 2010, il est contraint de ne participer à aucune compétition à la suite d'un empoisonnement alimentaire lors d'un voyage en Europe.
Lors des Championnats du monde de Daegu en août 2011, il se hisse en demi-finales du 200 m. Il y prend la 2e place en 20 s 52 derrière Walter Dix et se qualifie pour la finale où il termine dernier (DNF).
Aux Jeux olympiques de 2012 à Londres, ses premiers Jeux, il est éliminé pour un faux-départ dès les séries du 200 m.
L'année suivante, aux Championnats du monde de 2013 à Moscou, il ne confirme toujours pas son potentiel et est éliminé en demi-finale dans un temps décevant de 21 s 23.
En début de saison 2014, Alonso Edward remporte l'épreuve du 100 m des Jeux sud-américains, à Santiago au Chili, dans le temps de 10 s 23.
Le 26 avril il améliore son record du Panama qui datait de 2009, en réalisant 10 s 02 à Clermont (Floride).
Très tôt en mai, il réalise 20 s 00 à George Town, son meilleur temps depuis 2009. Début juin, il est vainqueur du 200 m du meeting de Rome (20 s 19) puis termine la semaine d'après 3e à New York en 20 s 06. Le 3 juillet, il s'impose au meeting de Lausanne en 19 s 84, son premier temps sous les 20 secondes depuis son record personnel en 2009. Il confirme en remportant la finale de la Ligue de diamant au Weltklasse Zurich en 19 s 95, devant les Jamaïcains Nickel Ashmeade et Rasheed Dwyer. Grâce à ses résultats en Ligue de diamant, il est lauréat du trophée dans son épreuve, le premier titre pour un athlète du Panama.
Il conclut la saison par un nouveau temps sous les 20 s, lors de la Coupe continentale où il remporte la course en 19 s 98, en représentant les Amériques.
En juillet, Alonso Edward remporte la médaille de bronze du 200 m des Jeux panaméricains de Toronto dans une excellente course. En 19 s 90, il est battu par le Canadien Andre De Grasse (19 s 88, NR) et le Jamaïcain Rasheed Dwyer qui réalise également 19 s 90, mais le devance aux millièmes. Edward signe par ailleurs son meilleur temps de la saison.
Le 30 juillet, il s'impose au DN Galan de Stockholm, étape de la Ligue de diamant, en 20 s 05. En forme, il échoue malheureusement à remporter sa seconde médaille mondiale lors des Championnats du monde de Pékin : il termine en effet à la 4e place en 19 s 87 (SB), battu aux millièmes par le Sud-Africain Anaso Jobodwana (NR). Usain Bolt remporte le titre (19 s 55, WL) devant Justin Gatlin (19 s 74).

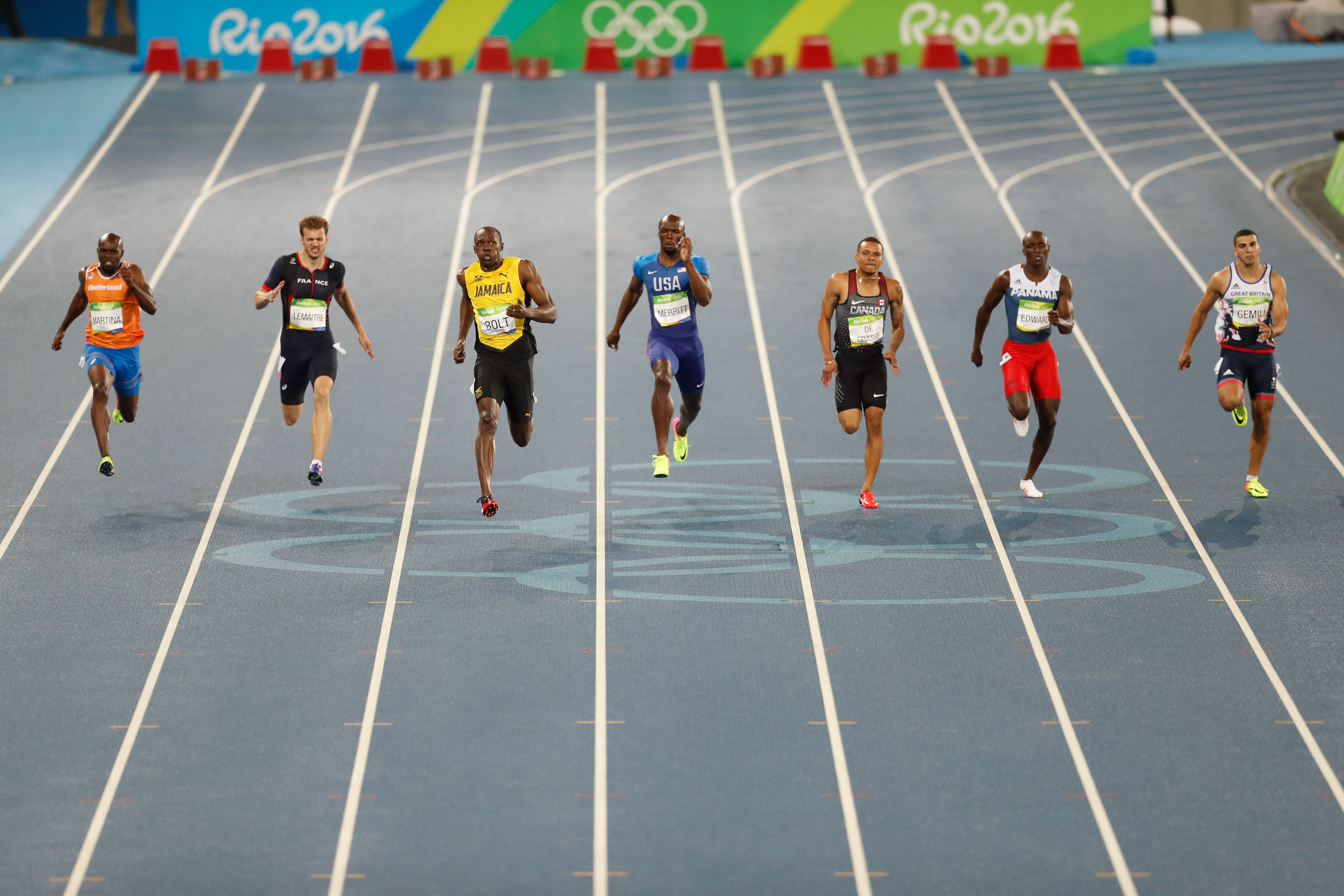
Alonso Edward (deuxième en partant de la droite) lors de la finale du 200 m des Jeux de Rio en 2016, à laquelle il finira 7e.

En fin de saison, il remporte son second trophée de la Ligue de diamant en gagnant à Bruxelles en 20 s 03, devant Rasheed Dwyer (20 s 20).
Les Jeux olympiques de Rio sont l'objectif ultime pour Alonso Edward, dans sa quête de première médaille olympique. Le 6 mai, il réalise sa première compétition internationale de l'année lors de la Doha Diamond League où il termine 2e en 20 s 06, derrière Ameer Webb (19 s 85).
À Rabat, il s'impose en 20 s 07 (+ 3,8 m/s) avant d'être battu à Rome à la fois par Ameer Webb (20 s 04) mais aussi par Aaron Brown (20 s 24), devant se contenter de la 3e place en 20 s 25. Il est de nouveau battu lors de l'étape à Birmingham par Andre De Grasse, 20 s 16 contre 20 s 17. Il renoue avec la victoire lors du Meeting Herculis de Monaco en 20 s 10, devant Christophe Lemaitre.
Le 5 août 2016, il est le porte-drapeau du Panama lors de la cérémonie d'ouverture des Jeux olympiques à Rio de Janeiro, représentant un grand espoir de médaille. Malheureusement, Alonso Edward subit une grande désillusion en ne se classant que 7e de la finale olympique en 20 s 23, non loin pourtant du podium (20 s 12 par le Français Christophe Lemaitre).
Il rebondit de cette grosse déception en réalisant son meilleur temps de la saison à Lausanne le 25 août en 19 s 92, néanmoins battu à nouveau et ce par Churandy Martina (19 s 81, NR). Il conclut la saison par une 6e place au Mémorial Van Damme de Bruxelles en 20 s 23 et s'adjuge pour la troisième année consécutive le trophée de la Ligue de diamant.
Avec un meilleur temps de la saison à 20 s 74 réalisé lors du Golden Gala de Rome le 8 juin, la participation d'Alonso Edward aux championnats du monde de Londres semblait compromise car l'athlète n'a pas réalisé les minima. Néanmoins, il est sélectionné pour y participer. Le 30 juillet, lors de son départ pour Londres, le Panaméen découvre que la Fédération Panaméenne d'Athlétisme a annulé son billet d'avion. Il réussit à avoir un prochain avion en achetant ses propres billets, et rappelant sur les réseaux sociaux que ce problème était déjà arrivé lors des mondiaux de 2015.
Le 7 août, il est éliminé en séries des Championnats du monde de Londres (20 s 61).
Le 28 avril 2018, au Clermont NTC Spring Invitational en Floride, Alonso Edward court en 10 s 18 sur 100 m (+ 0,9 m/s) et 20 s 15 sur 200 m (- 0,2 m/s),. Le 6 juin, Edward remporte la médaille d'or du 100 m des Jeux sud-américains de Cochabamba en 10 s 01 (- 0,7 m/s), nouveau record national. Il devance sur le podium l’Équatorien Álex Quiñónez, 10 s 09 (record national égalé), et le Brésilien Vítor Hugo dos Santos (10 s 12).
8e de l'Athletissima de Lausanne le 5 juillet en 20 s 86, Edward se rattrape quelques jours plus tard à Lucerne en courant en 19 s 90 (+ 0,9 m/s), son meilleur temps depuis 2015. Il réalise également sur 100 m 10 s 02 (+ 0,7 m/s), à un centième de son record. Lors des  Jeux d'Amérique centrale et des Caraïbes de Barranquilla, à la fin du mois, il établit en demi-finale un nouveau record des Jeux en 19 s 96. En finale, il est battu par le Colombien Bernardo Baloyes (20 s 13) et décroche la médaille d'argent en 20 s 17.
Le 30 juillet 2023, il remporte la médaille d'argent des championnats d'Amérique du Sud au Brésil sur 200 m, 14 ans après son titre, en 20 s 30, meilleur temps de la saison, derrière le Surinamien Issam Asinga. Il termine également 5e du 100 m en 10 s 15. Le 27 mai 2024, il récupère le titre continental à la suite de la disqualification pour dopage d'Asinga, et est reclassé 4e du 100 m.

## Entrainement
Alonso Edward s’entraîne avec Lance Brauman depuis 2012 où il côtoie un grand nombre d'athlètes de haut-niveau comme Nickel Ashmeade, Keston Bledman, Machel Cedenio ou son meilleur ami Gerald Phiri.

## Palmarès
| Date | Compétition                              | Lieu              | Résultat | Épreuve   | Temps   |
| ---- | ---------------------------------------- | ----------------- | -------- | --------- | ------- |
| 2007 | Championnats d'Amérique du Sud juniors   | São Paulo         | 1er      | 100 m     | 10 s 28 |
| 2007 | Championnats d'Amérique du Sud           | São Paulo         | 3e       | 4 x 400 m |         |
| 2008 | Championnats du monde juniors            | Bydgoszcz         | 6e       | 100 m     | 10 s 91 |
| 2009 | Championnats d'Amérique du Sud           | Lima              | 1er      | 100 m     | 10 s 29 |
| 2009 | Championnats d'Amérique du Sud           | Lima              | 1er      | 200 m     | 20 s 45 |
| 2009 | Championnats du monde                    | Berlin            | 2e       | 200 m     | 19 s 81 |
| 2011 | Championnats d'Amérique du Sud           | Buenos Aires      | finale   | 100 m     | DQ      |
| 2011 | Championnats du monde                    | Daegu             | finale   | 200 m     | DNF     |
| 2014 | Jeux sud-américains                      | Santiago          | 1er      | 100 m     | 10 s 23 |
| 2014 | Coupe continentale                       | Marrakech         | 1er      | 200 m     | 19 s 98 |
| 2014 | Ligue de diamant                         | Ligue de diamant  | 1er      | 200 m     | détails |
| 2015 | Jeux panaméricains                       | Toronto           | 3e       | 200 m     | 19 s 90 |
| 2015 | Championnats du monde                    | Pékin             | 4e       | 200 m     | 19 s 87 |
| 2015 | Ligue de diamant                         | Ligue de diamant  | 1er      | 200 m     | détails |
| 2016 | Jeux olympiques                          | Rio de Janeiro    | 7e       | 200 m     | 20 s 23 |
| 2016 | Ligue de diamant                         | Ligue de diamant  | 1er      | 200 m     | détails |
| 2018 | Jeux sud-américains                      | Cochabamba        | 1er      | 100 m     | 10 s 01 |
| 2018 | Jeux d'Amérique centrale et des Caraïbes | Barranquilla      | 2e       | 200 m     | 20 s 17 |
| 2018 | Coupe continentale                       | Ostrava           | 1er      | 200 m     | 20 s 19 |
| 2019 | Jeux panaméricains                       | Lima              | 4e       | 200 m     | 20 s 55 |
| 2019 | Ligue de diamant                         | Ligue de diamant  | 8e       | 200 m     | 28 s 08 |
| 2023 | Jeux d'Amérique centrale et des Caraïbes | San Salvador      | 3e       | 200 m     | 20 s 46 |
| 2023 | Championnats d'Amérique du Sud           | São Paulo         | 4e       | 100 m     | 10 s 15 |
| 2023 | Championnats d'Amérique du Sud           | São Paulo         | 1er      | 200 m     | 20 s 30 |
| 2023 | Jeux panaméricains                       | Santiago du Chili | 5e       | 200 m     | 21 s 01 |

## Records
| Épreuve | Temps               | Lieu       | Date         |
| ------- | ------------------- | ---------- | ------------ |
| 100 m   | 10 s 01 (- 0,7 m/s) | Cochabamba | 6 juin 2018  |
| 200 m   | 19 s 81 (- 0,3 m/s) | Berlin     | 20 août 2009 |